# Shacharit

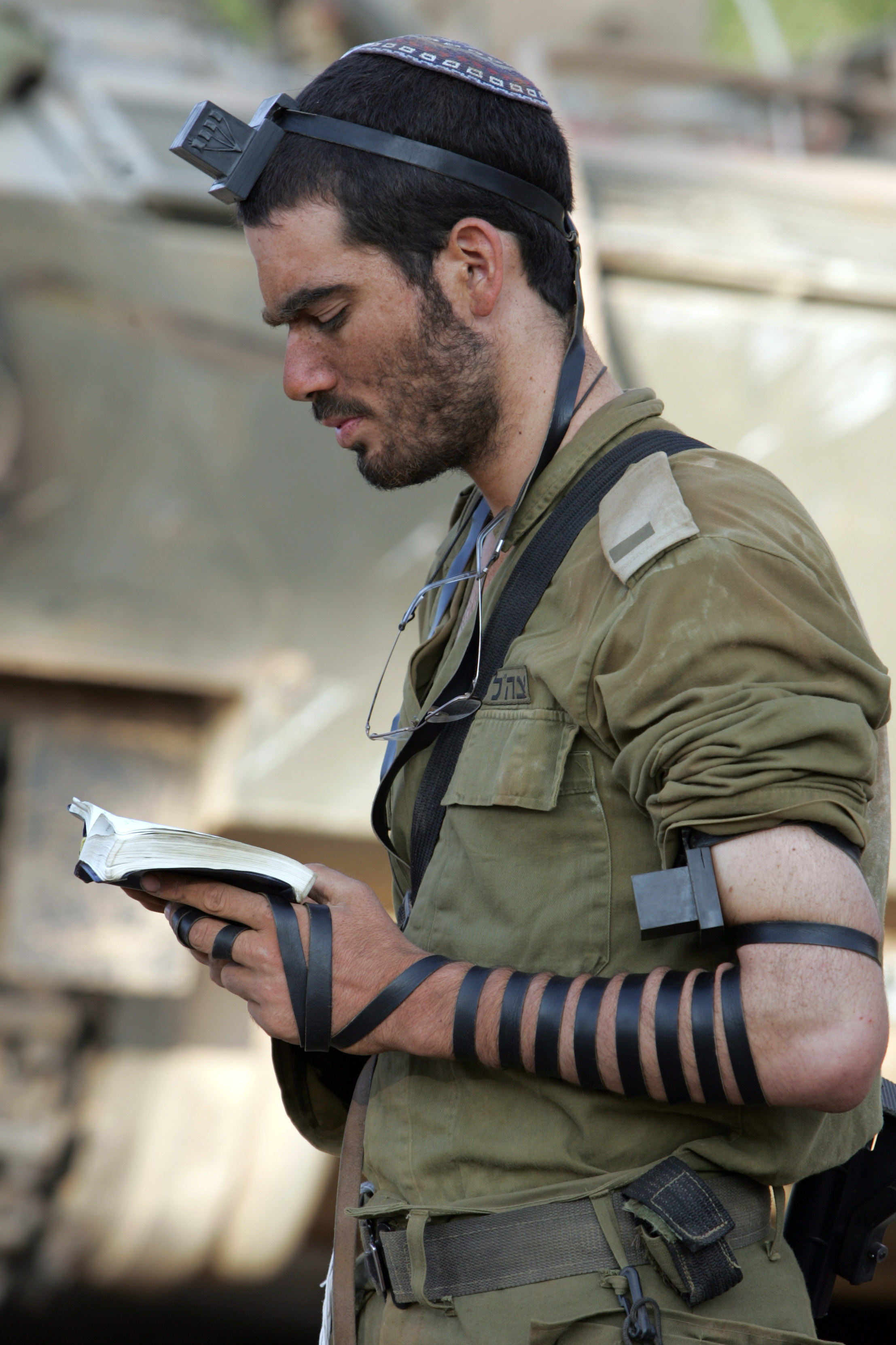
O tenente Asael Lubotzky no serviço
IDF ora com tefilin

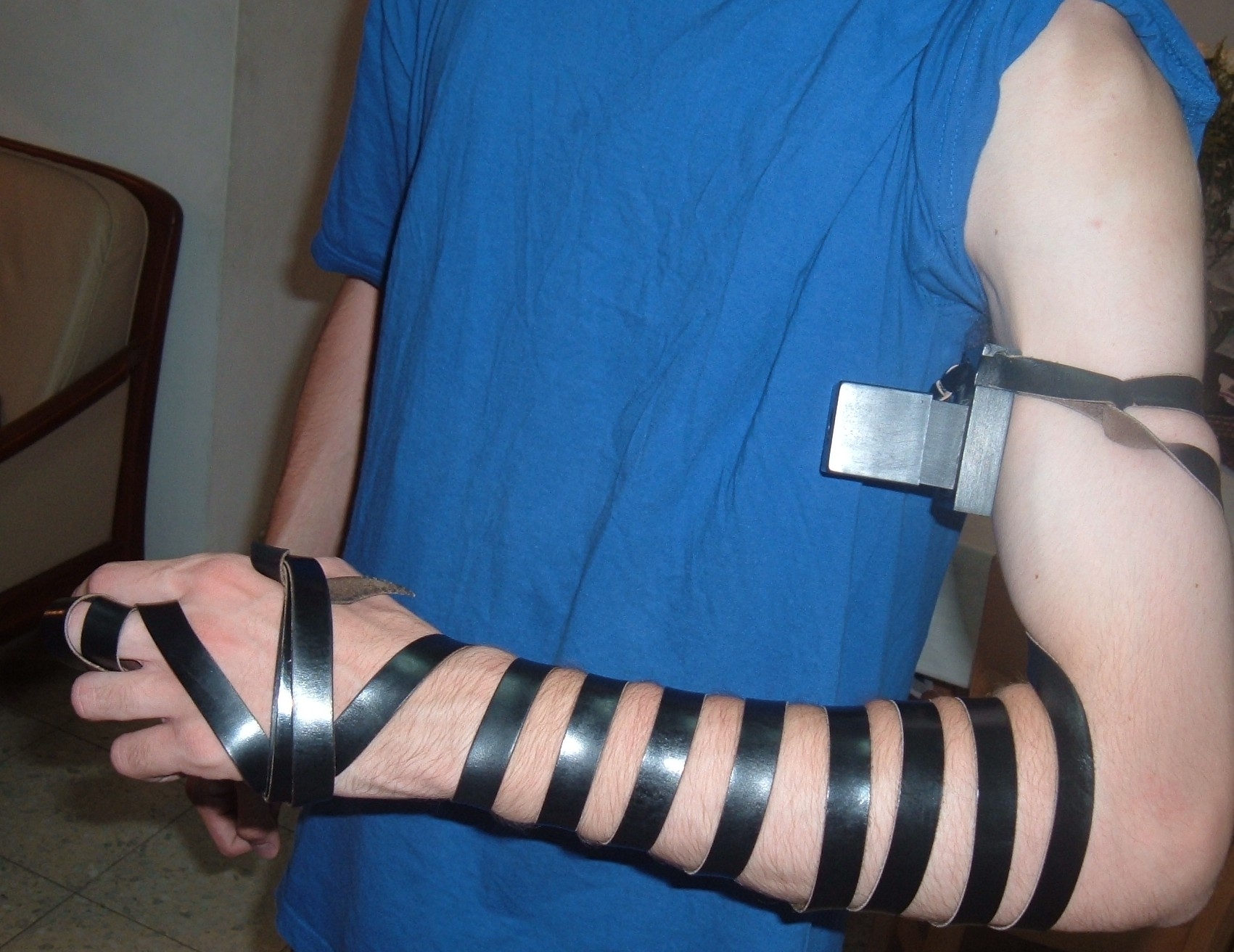
Tefilins são usados por homens obedientes durante o Shacharit (exceto aos sábados ou feriados)

Shacharit (em hebraico: שַחֲרִת) é a Tefilá (oração) diária da manhã do povo judeu, um dos três momentos de oração de cada dia. É o maior serviço diário, incluindo várias orações, mais do que os outros serviços do dia (Minchá e Maariv).
Atribui-se o estabelecimento do Shacharit ao patriarca Abraão quando orava pela manhã. A oração é feita no lugar de sacrifício de animais, conforme estabelecido pelo profeta Oseias em Oseias 14, "e ofereceremos como novilhos os sacrifícios dos nossos lábios", para ainda cumprir o mandamento bíblico (mitzvá) de servir a Deus.
Há cinco componentes principais do Shacharit: Pesukei dezimra, o Shema e suas bênçãos, a Amidá, Tachanun e as bênçãos finais. Em certos dias, há orações e serviços adicionais acrescentados ao Shacharit, incluindo o Mussaf e um serviço da Torá.

## Origem
Segundo a tradição, o shacharit foi iniciado por Abraão. Isto pode ser encontrado em Gênesis 19:27, que diz: "E Abraão levantou-se aquela mesma manhã, de madrugada, e foi para aquele lugar onde estivera diante da face do SENHOR". Neste versículo, "estivera" refere-se a "orou".

### Etimologia
O nome de "shacharit" vem da raiz hebraica shachar (שחר), que significa "amanhecer" ou "manhã".
Os sábios da Grande Assembléia padronizaram muitas das orações do Shacharit e reuniram-nas no siddurim. Os dizeres das orações variam entre congregações e grupos do judaísmo.